# اندرو تننبام
اندرو استوارت تننبام (به انگلیسی: Andrew Stuart Tanenbaum) (متولد ۱۹۴۴) نگارنده، پژوهشگر و استاد کامپیوتر یهودی آمریکایی از دانشگاه آزاد آمستردام در هلند است. او به خاطر خلق مینیکس، یک سیستم‌عامل آزاد شبیه یونیکس با اهداف آموزشی، و کتاب‌های درسی علوم رایانه‌اش که متن های مرجع در این زمینه شناخته می‌شوند شناخته‌شده‌است. وی شغل تدریس را مهمترین کار خود می‌داند.